# Arque
Arque är huvudorten i den bolivianska provinsen Arque i departementet Cochabamba.